# 박치기
박치기는 이마로 무언가를 가격하는 타격기의 총칭이다. 가장 효과적인 박치기는 코와 같은 민감한 부위를 타격하는 것이다. 빠르고 매우 효과적이지만 위험한 행동으로, 부적절한 가격은 상당한 손상을 입힐 수 있다. 박치기는 굳이 이마를 향할 필요는 없지만 보통은 이마가 가장 가깝고 쉬운 목표 부위이다.

## 스포츠

### 아이스하키
선수에게 박치기를 하는 일은 아이스하키에서 허용되지 않으며 이를 어길 경우 페널티를 받게 된다.